# Epsilon Reticuli b

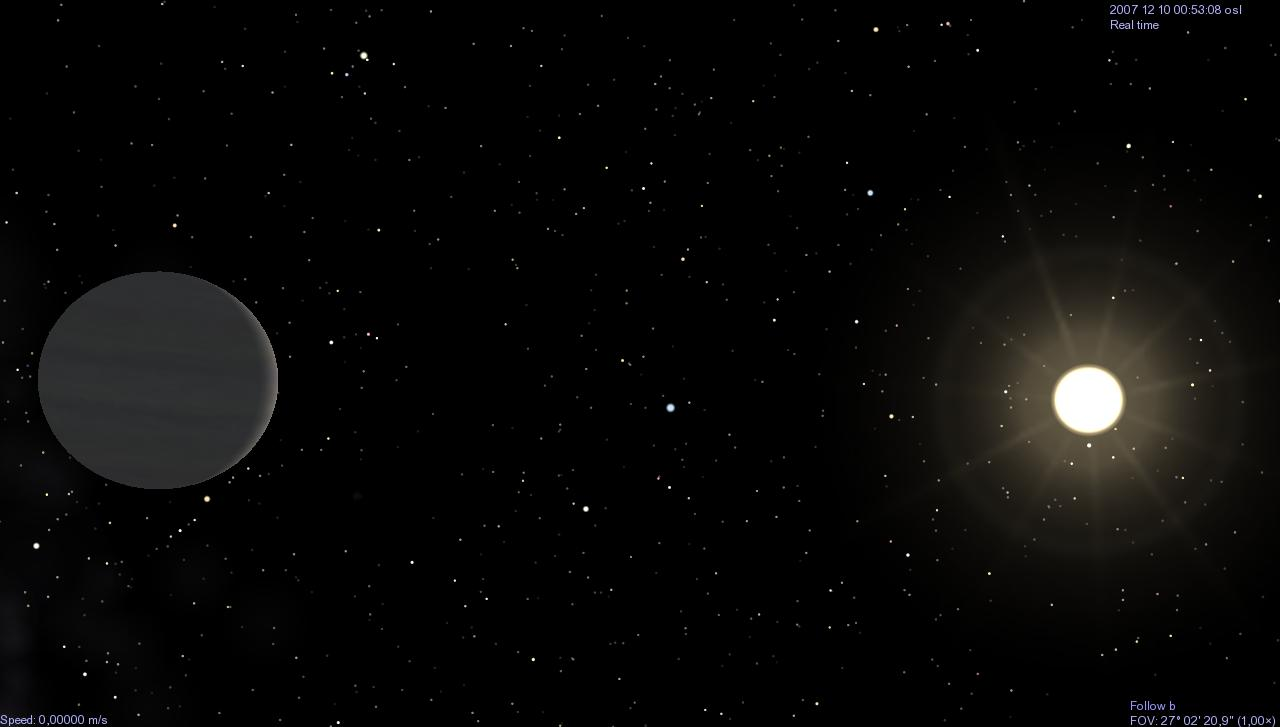
Imagem ilustrativa de Epsilon Reticuli b.

Epsilon Reticuli b, por vezes designado Epsilon Reticuli Ab, para fazer distinção da estrela anã branca que acompanha a estrela primária Epsilon Reticuli, também conhecida como HD 27442, é um planeta descoberto em 16 de dezembro de 2000 pela equipe do Anglo-Australian Planet Search através do método da velocidade radial. A massa desse planeta é no mínimo 56% maior que a massa de Júpiter, uma estimativa mais exata demanda o conhecimento preciso de sua inclinação.
A órbita de Epsilon Reticuli b é muito próxima de sua estrela-mãe, e é duas vezes mais excêntrica que a órbita da Terra. Baseando-se em sua massa, é muito provável que este planeta seja classificado como um gigante gasoso.